# Viche (bebida)
El viche o biche es una bebida artesanal típica originaria de la región pacífico de Colombia o. Durante siglos los habitantes de esta región (Valle del cauca – Buenaventura, Chocó, Nariño, Cauca) lo usaron para curar enfermedades como dolores estomacales, control de parásitos intestinales, para las mordeduras de culebras. 
También se ha dicho que sirve para aumentar el vigor y la fertilidad, por eso se conoce como una bebida con efectos afrodisíacos, "sin embargo, este mito ha servido para exotizar a las comunidades negras, lo que se traduce en una forma de discriminación". Actualmente también se produce aumentado una gran revolución comercial desde el mes de agosto de 2024 en zonas de Antioquia cómo Sabeneta pero variando las mezclas con derivados de la panela, azúcares refinados y en especial la miel de abeja, protegiendo el entorno ambiental y ascestral del medio ambiente. 

Nimo bichi seelenguan Bantúes del oriente centro africano y significan verde o crudose , e nazúcar sin investigación y protección del viche como bebida ancestral. de otras bebidas de caña como el ron. 
El lingüis ancestralidad del viche como bebida.ba «viche» con una voz bantú. En kikongo «mbisu» es verde, crudo, no cocido, nuevo, fresco. En quimbundo «visu» es verde, fresco, en lingala «besu» es verde, y crudo. En swahili «bichi» es inmaduro, crudo, fresco, mojado. El radical bantú occidental es «bichu» y el oriental es «bichi». Nuestra voz «viche» está más cercana de las palabras bantúes orientales. 
Se elabora principalmente en los ríos Naya (Valle, Saija y Micay Cauca) y en algunos municipios del norte de Antioquia. Esta bebida originaria de la región pacífico tienes sus derivados. 

## En la cultura
Los lugares en donde se consume viche son denominados por los oriundos del Pacífico “vicheras”, en donde se escucha música en torno a esta bebida artesanal. Hoy en día esta bebida del pacífico colombiano ha formado parte de la economía y práctica cultural de la ciudad de Cali, esto debido a diferentes eventos como el día del pacífico que se celebra en esta ciudad desde 1933, de igual manera el festival de Música del Pacífico "Petronio Álvarez" llevado a cabo desde 1997; también se ha ido comercializando de una manera informal por medio de lugares turísticos y con el proyecto Industrias Culturales de la Alcaldía de Santiago de Cali.

## Preparación
Las mujeres han sido las protagonistas de la preparación del viche. Es un oficio que pertenece a las estructuras sociales y de organización familiar y doméstica del pacífico colombiano y norte antioqueño, el cual se hereda a las siguientes generaciones, a estas mujeres se les denomina "Sacadoras".
Se fabrica a partir del jugo de la caña de azúcar cortada antes de su maduración y diversas mieles, dependiendo de quien la fabrica, se le agregan diferentes ingredientes para darle un sabor agradable. El contenido de alcohol es similar a otras bebidas destiladas como el aguardiente, su contenido etílico raya en los 35% de alcohol. Del viche se derivan otras bebidas típicas del pacífico como el Arrechón, que incluye clavos y especias aromáticas, el Tumbacatre, con esencia de borojó y chontaduro, y el Tomaseca.
Para la preparación del viche, primero se sustrae la materia prima, la caña se corta cruda para darle un sabor diferente de otras bebidas similares como el aguardiente, de ahí su nombre. Después es pasada a destilar. 

## La prohibición
Como otras bebidas tradicionales, producidas por comunidades no europeas en América Latina (pueblos originarios y afrodescendientes, entre otros) el viche fue proscrito desde la Colonia, de acuerdo con el investigador Federico Reyes Mesa; a finales del siglo XVII se expidieron las “primeras cédulas reales que buscaba prohibir el consumo de aguardientes de caña en el Virreinato de la Nueva Granada” ya en el siglo XVIII, se gravan con impuestos a los productores formales, y empieza la persecución de los informales. Para 1760, empiezan a operar los esfuerzos de control poblacional a través de la creación de fábricas de licores “administradas por la autoridad real”.
Ya en pleno siglo XX, 1923 para ser más exactos se promulgó en Colombia la llamada "ley antialcohólica". Con ella se buscaba evitar daños a la salud que podían, incluso, causar la muerte por la ingesta de licores adulterados o de mala calidad. "Esto dejó en la ilegalidad a todas las bebidas alcohólicas fermentadas y destiladas de manera artesanal que se producían en el país y, desde entonces, el viche se resguardó como un secreto, amparado por la impenetrabilidad —y abandono estatal— del litoral Pacífico".

## Ley 2158 de 2021
En el año 2021, derivada de la sentencia C-480/19 de la Corte Constitucional en la cual se reconocen las bebidas alcohólicas de las comunidades afrocolombianas como exentas del monopolio de la producción de licores, se presentó un proyecto de ley, liderado por el entonces representante a la cámara por las comunidades negras, Jhon Arley Murillo, para proteger y reglamentar la producción y comercialización del viche. 
Como resultado, nace la Ley 2158 de 2021, conocida como la Ley del Viche, cuyo autor fue el representante a la cámara Juan Fernando Reyes Kuri, la cual reconoce al viche/biche como patrimonio cultural colectivo de las comunidades negras afrocolombianas del pacífico colombiano y norte de Antioquia, y dicta los mecanismos para su reglamentación sanitaria, su protección y promoción.